# Tranchées des Sablonnières
 (juin 2019).
Pour les articles homonymes, voir Sablonnières (homonymie).
Les tranchées des Sablonnières sont un site historique situé dans les bois des Sablonnières, entre Blois et Chambon-sur-Cisse, sur la commune de Valencisse, dans le département de Loir-et-Cher, en France.
C'est un site de formation militaire qui, entre 1915 et 1918, a permis aux soldats du 113e régiment d'infanterie de Blois de s'entraîner avant de partir au front.

## Histoire
Site historique de la Première Guerre mondiale découvert par Alain Gauthier, historien local qui en se promenant dans les bois des Sablonnières, situés entre Blois et Chambon-sur-Cisse, a découvert une baïonnette puis un ensemble de fossés.
Le terrain a été utilisé pour l'instruction militaire des soldats du 113e régiment d'Infanterie.
Les pertes importantes subies par ce régiment (4 500 hommes au 22 septembre 1914) ont nécessité de faire appel à des classes plus anciennes que les forces initiales (1911-1914) utilisées en premier.
Pour les former au combat de tranchée qui fait son apparition à la fin de l'année 1914, ainsi qu'à l'utilisation des mitrailleuses qui se généralise, on cherche alors des terrains d'entrainement adaptés.
Le site fait l'objet d'une inscription partielle au titre des monuments historiques par arrêté du 10 avril 2015.

## Caractéristiques

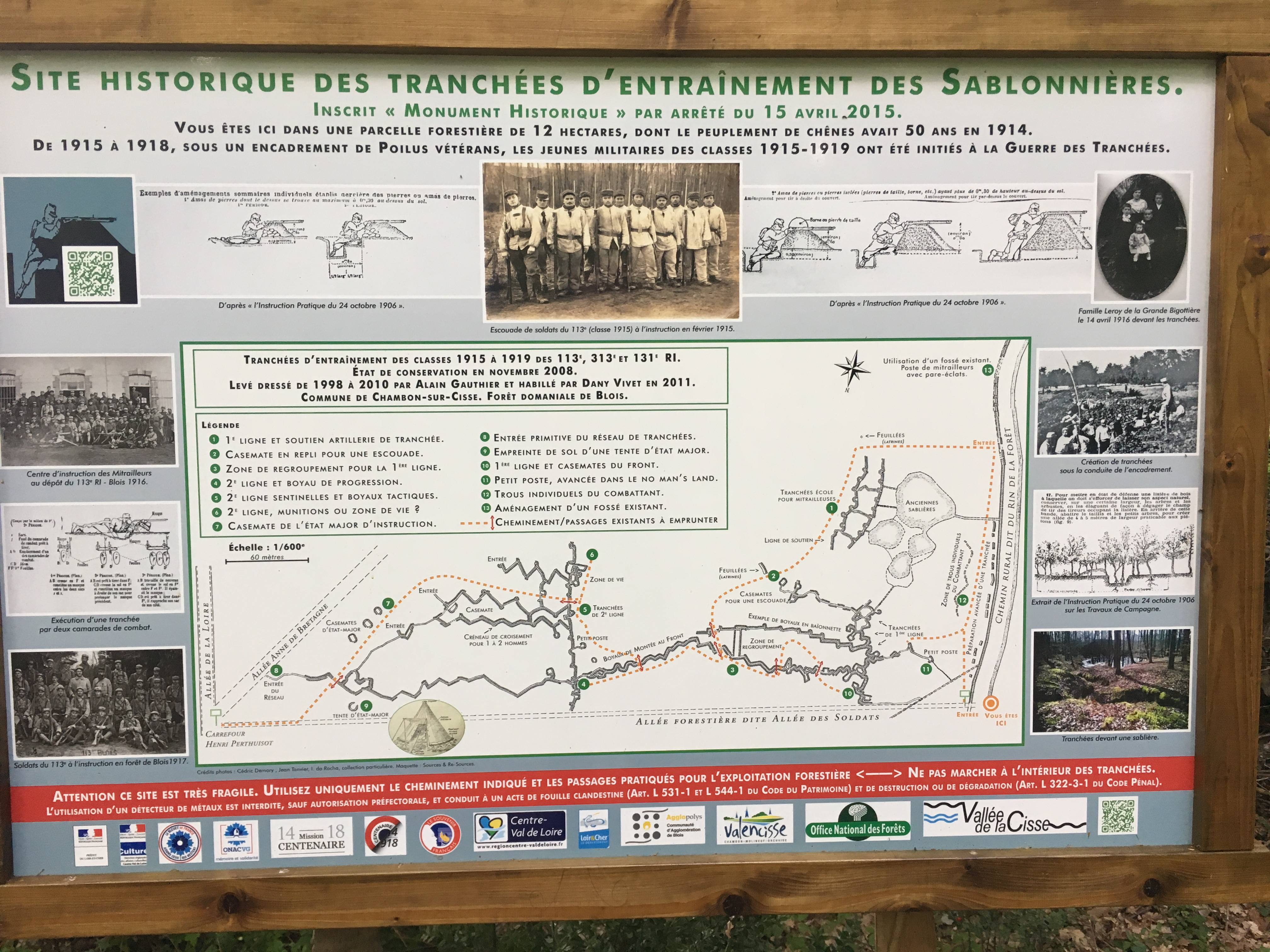
Panneau explicatif implanté sur le site de la tranchées des Sablonnières, avec plan du site, schémas et photos d'époque.

Le site se situe dans une parcelle forestière de 12 hectares en forêt de Blois, dont le peuplement de chênes avait 50 ans en 1914.
Zonage du site :
- 1ere ligne et soutien artillerie de tranchée
- Casemate en repli pour une escouade
- Zone de regroupement pour la 1ere ligne
- 2e ligne et boyau de progression
- 2e ligne sentinelles et boyaux tactiques
- 2e ligne, munition ou zone de vie ?
- Casemate de l’État major d'instruction
- Entrée primitive du réseau de tranchées
- Empreinte de sol d'une tente d’État Major
- 1ere ligne et casemates du front
- Petit poste, avancée dans le no man's lans
- Trous individuels du combattant
- Aménagement d'un fossé existant

## Distinction
Titulaire du label "centenaire de la Grande Guerre".